# 三重中央医療センター附属三重中央看護学校
国立病院機構三重中央医療センター附属三重中央看護学校（こくりつびょういんきこう みえちゅうおういりょうせんたーふぞく みえちゅうおうかんごがっこう）とは、独立行政法人国立病院機構が三重県津市久居明神町に設置する専修学校である。三重中央医療センターと同一敷地内にある。文科省付与の学校コードは「H124320185049」。

## 概要
実習先には隣接する三重中央医療センターと、三重県内に所在する他の系列3病院（三重病院、鈴鹿病院、榊原病院）で実習できる環境を備えている。また、奨学金制度も複数ある。

## 沿革
- 1975年（昭和50年）4月1日 - 国立津病院附属 看護学校 開設。
- 1976年（昭和51年）4月1日 - 学校教育法82条第2項に規定する専修学校となる。
- 1998年（平成10年）4月1日 - 「国立療養所 三重病院附属 看護学校」と統合、国立津病院附属 三重中央看護学校と改称。
- 1998年（平成10年）7月1日 - 国立三重中央病院附属 三重中央看護学校と改称。
- 1998年（平成10年）10月21日 - 専門士の称号が付与できる専門学校の専門課程として認可。
- 2002年（平成14年）3月 - 保健師助産師看護師法の施行（旧保健婦助産婦看護婦法）により男女ともに「看護師」という名称に統一。
- 2004年（平成16年）3月 - 独立行政法人 国立病院機構 三重中央医療センター附属 三重中央看護学校と名称変更。

## 学科
- 看護学科（3年課程、学年定員80名、総定員240名）

## 卒業後の資格
- 専門士（医療専門課程）称号[1]
- 看護師国家試験の受験資格
- 保健師・助産師養成学校受験資格
- 大学編入学資格

## 交通アクセス
- 近畿日本鉄道（近鉄）名古屋線・久居駅 駅番号E42
  - 西口1番乗り場 11-0系統 「三重中央医療センター」乗車。（約10分）